# Regione di Kolda
La regione di Kolda è una regione amministrativa del Senegal, con capoluogo Kolda.

## Suddivisioni
La regione è divisa in: 3 dipartimenti (elencati), 9 arrondissement e 9 comuni.
|  | - Kolda - Médina Yoro Foulah - Vélingara |